# 1842 Hynek
1842 Hynek eller 1972 AA är en asteroid i huvudbältet som upptäcktes den 14 januari 1972 av den tjeckiske astronomen Luboš Kohoutek vid Bergedorf-observatoriet. Den har fått sitt namn efter upptäckarens far, Hynek Kohoutek.
Asteroiden har en diameter på ungefär 7 kilometer och den tillhör asteroidgruppen Flora.